# La Horra
La Horra – gmina w Hiszpanii, w prowincji Burgos, w Kastylii i León, o powierzchni 29,99 km². W 2011 roku gmina liczyła 386 mieszkańców.